# 91 Days
91 Days ist eine Anime-Fernsehserie des Studios Shuka aus dem Jahr 2016. Das Werk ist in die Genres Action und Mafiafilm einzuordnen.

## Handlung
In der Zeit der Prohibition in den USA blüht das illegale Geschäft mit Alkohol und mit ihm die Mafia. Angelo Lagusa wächst behütet in einer Familie von Mafiosi auf, doch werden seine Eltern und sein Bruder eines Tages von einer anderen Mafia-Familie ermordet. Angelo kann fliehen und versteckt sich mit Hilfe seines Freundes Corteo. Jahre später, Angelo ist erwachsen geworden, weckt ein Brief den Wunsch nach Rache in ihm und er nimmt sich vor, alle vier Mörder seiner Eltern zu töten. Er kehrt in die Stadt zurück und kommt bei Corteo unter. Der brennt selbst Schnaps und bietet Angelo, nun unter dem Namen Avilio Bruno, den Einstieg in das Geschäft mit Alkohol. So erlangt Avilio das Vertrauen der Familie Vanetti, die von der konkurrierenden Familie Orco unter Druck gesetzt wird. Avilio wird mit dem Mord an Fango, einen der gefährlichsten der Orco beauftragt. Doch nutzt er dies aus, Vanno Clemente zu töten und dies den Orco unterzuschieben. Der Tod des besten Freundes von Nero Vanetti – Sohn des Don der Vanetti und sein Erbe – nährt den Hass der Familie auf die Orco und sie planen Vergeltung.
Der Konflikt zwischen beiden Familien eskaliert und Nero fährt aufs Land, um sich in Sicherheit zu bringen. Avilio begleitet ihn und gemeinsam überleben sie die Angriffe eines Attentäters. Während der Reise erzählt Nero ihm, dass sein erster Auftrag der Anschlag auf die Familie Lagusa war. Doch damals hat er es nicht über sich gebracht, jemanden zu töten. Außerdem erfährt Avilio, dass die Täter zu viert waren, jedoch nicht wer der vierte war. Als sie in die Stadt zurückkehren, hat sich Fango auch bei seiner eigenen Familie, den Orco, unbeliebt gemacht. Nun wollen diese gemeinsam mit den Vanetti Fango loswerden. Doch Nero kann sich selbst nicht mehr dem Rückhalt der ganzen Familie sicher sein, die sein Leben dem Frieden mit den Orco opfern könnte. Zugleich lässt er durch Corteo einen Schnaps brennen, der sich in der Stadt erfolgreich verkauft und so die Orco gegen ihn aufbringt. Der Konflikt eskaliert, sodass Nero, Avilio, Corteo und einige Untergebene zu Fango fliehen müssen. Sie tun sich mit ihm zusammen gegen die Familie Orco und Neros Gegenspieler unter den Lagusa. Gemeinsam können sie Don Orco töten und Fango übernimmt die Familie. Bald darauf kann sich Nero bei den Vanetti durchsetzen und bringt dabei auch seine beiden Brüder um. Damit ist er der letzte Avilio bekannte Täter der Morde an seiner Familie.
Die Familien Fango und Vanetti arbeiten nun zusammen und Avilio ist zur Rechten Hand Neros aufgestiegen. Corteo macht ihm Vorwürfe, da er ihn in die Mafia hineingezogen hat und Avilio doch seine Familie rächen, nicht Teil der Mafia werden wollte. Fango nutzt Corteos Unsicherheit aus und setzt ihn ein, Nero auszuspionieren und so bei Gelegenheit zu töten. Die Vanetti werden bereits misstrauisch, als Fango über die Polizei an die Schnapsrezeptur Corteos gelangt. Als er ihm deutlich macht, dass er Corteo nun nicht mehr braucht, bringt der ihn im Affekt um. Doch kurz darauf wird Corteo selbst von den Vanetti gefangen, die ihn des Verrats bezichtigen und foltern. Plötzlich verschwindet Corteo und Avilio wird erpresst, dass er sterben wird, wenn er nicht Nero tötet. Er erfährt, dass es sich bei dem Erpresser um Ganzo handelt, die rechte Hand des alten Don Vanetti. Der will selbst die Macht in der Familie und hat Avilio deshalb auch den Brief geschickt, der ihn erst in die Stadt lockte. Avilio verabredet mit ihm, dass Corteo fliehen kann und er gemeinsam mit Ganzo gegen Nero vorgeht.
Die Flucht Corteos gelingt zunächst, doch wird Avilio verdächtigt ihm bei seinem Verschwinden geholfen zu haben. Als er unter Druck gesetzt wird, kreuzt Corteo wieder auf um ihm zu helfen – schließlich muss Avilio seinen Freund töten, um seine Loyalität zu beweisen. Sein Hass auf die Vanetti wächst dadurch noch mehr. Nicht lange danach kommt zur Eröffnung des von den Vanetti finanzierten Theaters auch eine Abordnung der Familie Galassia aus Chicago, mit denen bei dieser Gelegenheit der Frieden besiegelt und Geschäfte gemacht werden sollen. Ganzo und Avilio planen, bei dieser Gelegenheit Nero zu töten. Jedoch läuft es nicht nach Plan ab und Avilio nutzt die Gelegenheit, Don Galassia zu töten. Das löst einen Bandenkrieg in der Stadt aus, der auf die Auslöschung der Vanetti hinausläuft. Avilio überlebt, ebenso wie Nero, der ihn aufgreift und entführt. Auf der Reise aus der Stadt an den Strand sprechen sie darüber aus, dass beide die Familie des anderen zerstört haben. Am Ziel angekommen wird impliziert, dass Avilio von Nero erschossen wurde, es ist jedoch nicht eindeutig. Man hört einen Schuss, sieht jedoch nie seinen leblosen Körper.

## Produktion und Veröffentlichung
Die Serie wurde 2016 unter der Regie von Hiro Kaburagi beim Studio Shuka produziert. Der Hauptautor war Taku Kishimoto, der mit Hiro Kaburagi und Yuichiro Kido auch die Drehbücher schrieb. Das Charakterdesign entwarf Tomohiro Kishi und die künstlerische Leitung lag bei Hiromasa Ogura. Die verantwortlichen Produzenten waren Toshihiro Maeda und Toshio Iizuka.
Die 12 Folgen der Serie wurden vom 9. Juli bis 1. Oktober 2016 nach Mitternacht (und damit am vorigen Fernsehtag) von TBS erstmals in Japan ausgestrahlt. Außerdem wurde die Serie von MBS, CBC und BS-TBS gezeigt. Die Plattform Crunchyroll veröffentlichte den Anime parallel per Streaming mit Untertiteln in diversen Sprachen, darunter Deutsch und Englisch.

### Synchronisation
| Rolle                      | japanischer Sprecher (Seiyū) |
| -------------------------- | ---------------------------- |
| Avilio Bruno/Angelo Laguza | Takashi Kondō                |
| Nero Vanetti               | Takuya Eguchi                |
| Corteo                     | Sōma Saitō                   |

### Musik
Die Musik der Serie stammt von Shōgo Kaida. Der Vorspann wurde unterlegt mit Signal von TK und das Abspannlied ist Rain or Shine von Elisa.